# テルハーモニウム

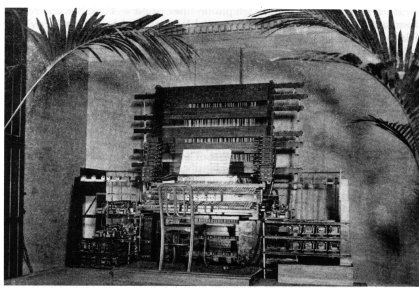
サディウス・ケイヒルによるテルハーモニウムの演奏台（1897年）

テルハーモニウム（Telharmonium）は初期の電気オルガン。別名ダイナモフォン（Dynamophone）。サディウス・ケイヒルが1896年頃開発し、1897年に特許を取得した。テルハーモニウムから出る電気信号は電線を介して送られ、「ホーン」スピーカーにより受信側で聞くことができた。
後に出たハモンドオルガンと同様に、トーンホイールを用いて加算合成により作られた電気信号として楽器音を生成した。最初の電気機械的な楽器とされている。

## 歴史
ケイヒルは3つの型を作製した。重さはマークIは7トン、マークIIは200トンであり、マークIIIもIIと同じ重さであった。それぞれ前の型から非常に進歩したものになっていた。生で見る聴衆の前で電話伝送に加えて演奏が行われたのはわずかであった。ニューヨーク市での演奏会（いくつかは39番通りとブロードウェイのテルハーモニック・ホールで） は1906年に大衆に歓迎され、演奏者は楽器を制御するために演奏台に座っていた（写真参照）。実際の楽器自体の装置は非常に大きく、部屋全体を占めていた。制御する演奏台から出ている電線は、聴衆席の床の穴を通してコンサートホールの下にある地下に収容された楽器室自体に、慎重に供給された。
テルハーモニウムは現代の電子楽器を様々な方法で予示している。例えば、その音響出力は普通の受話器を大きい紙の円錐に接続するという形をとった。これは原始的なスピーカーである。実際、電磁気の振動板が独特な音を出力するのに最も好ましい手段という発言で知られていた。
テルハーモニウムはいくつかの理由により終わりを迎えた。その巨大なサイズ、重量、消費電力（真空管が発明される以前である）には明確な問題を生んでいた。加えて、テルハーモニウムの音楽の電話放送が混線の影響を受ける、奇妙な電子音楽によって、それを知らない電話使用者が中断されるといった問題が起き始めていた。1912年までに、この画期的な楽器への関心は変わり、1914年にケイヒルの会社は成功しなかったと宣言された。
ケイヒルは1934年に死去した。彼の弟が何十年間もマークIを保有していたが、誰もそれに興味を示さなかった。これは残っていた最後の型であったが1962年に壊された。

## 設計

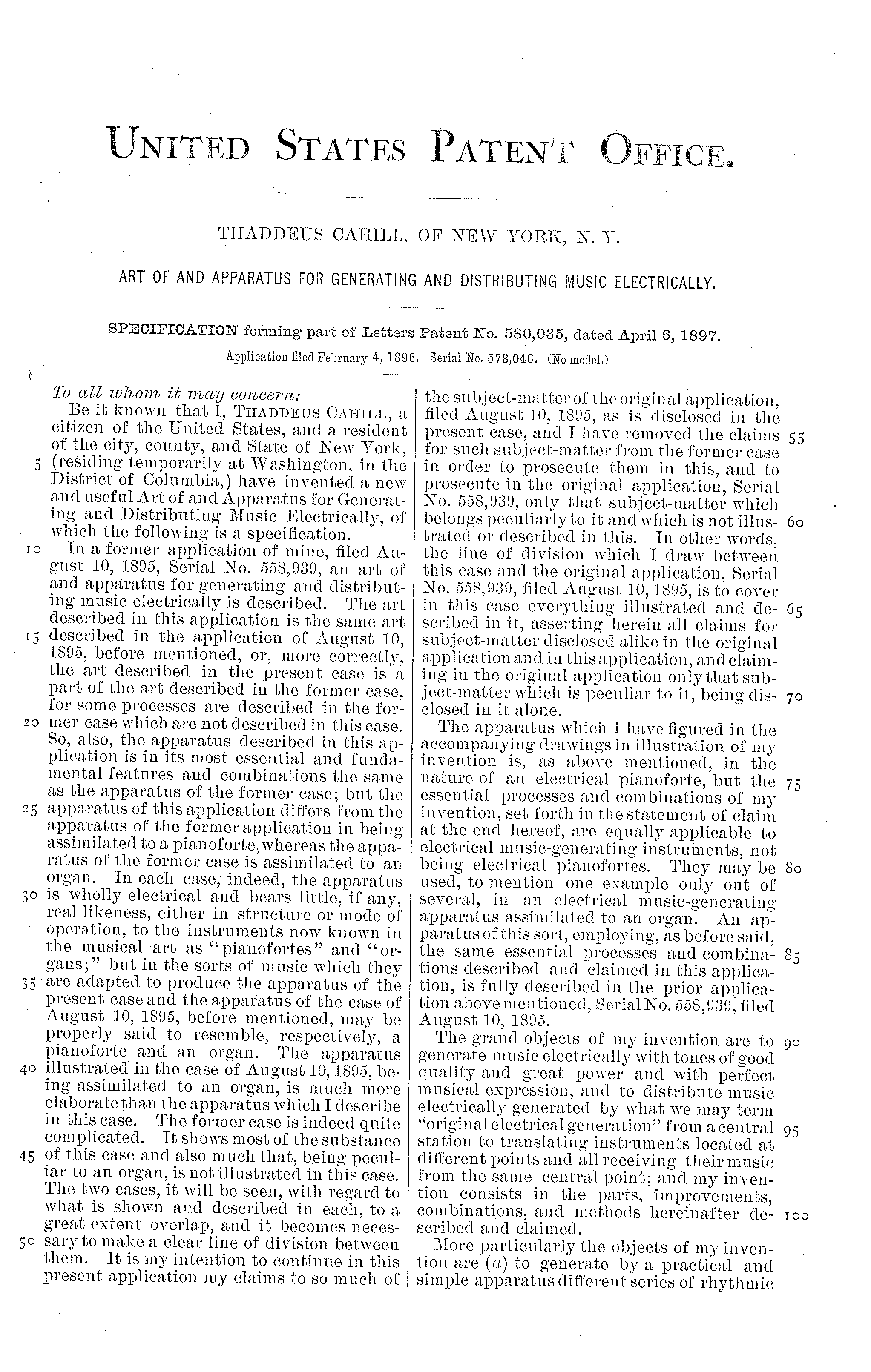
特許第580035号。1896年ケイヒルによって提出されたテルハーモニウムのもの。

テルハーモニウムの音色は「クリアでピュア」である。これはテルハーモニウムが生成することができる電子的な正弦波の音である。しかし、そのような単純な音に限られていたわけではない。楽器の各トーンホイールは1つのキーに対応し、そして、その可能性を広げるために、ケイヒルは各キーに高調波を追加するためにいくつかのトーンホイールを付け加えた。オルガンのようなストップや複数の鍵盤（テルハーモニウムは多音であった）や多くのフットペダルの組み合わせは、あらゆる音を削りだし再構成することができることを意味していた。この楽器はフルート、バスーン、クラリネット、チェロのような一般的にオーケストラで用いられる木管楽器の音を再現できるということで注目された。670キロワットの電源を要し、正しく動作するには153個のキーが必要であった。